# Ophryosporus axilliflorus
Ophryosporus axilliflorus là một loài thực vật có hoa trong họ Cúc. Loài này được (Griseb.) Hieron. mô tả khoa học đầu tiên năm 1897.